# Djupbäcken
Djupbäcken este o arie protejată (arie specială de conservare — SAC, sit de importanță comunitară — SCI) din Suedia întinsă pe o suprafață de 4,5 ha, integral pe uscat.

## Localizare
Centrul sitului Djupbäcken este situat la coordonatele 61°48′56″N 15°57′39″E / 61.8156°N 15.9608°E.

## Înființare
Situl Djupbäcken a fost declarat sit de importanță comunitară în ianuarie 1998 pentru a proteja un număr necunoscut de specii din flora spontană și fauna sălbatică aflate în arealul zonei. Situl a fost protejat și ca arie specială de conservare în martie 2011.

## Biodiversitate
Situată în ecoregiunea boreală, aria protejată conține 3 habitate naturale: Râuri naturale fino-scandinave, Taiga vestică, Cursuri de apă de la nivel de câmpie la nivel montan, cu vegetație Ranunculion fluitantis și Callitricho-Batrachion.
La baza desemnării sitului se află un număr nedeclarat de specii protejate.